# Thomas Lodge
Thomas Lodge (h. 1558–1625) foi um dramaturgo e escritor inglês do período isabelino e jacobita.
Era o segundo filho de sir Thomas Lodge, prefeito de Londres. Estudou no Trinity College de Oxford. Participou numa expedição à Ilha Terceira e às Ilhas Canárias. Durante a expedição às Canárias, para sublevar o tédio da viagem, compôs seu conto em prosa ao estilo de Philip Sidney Rosalinda: o legado dourado de Euphes, impresso em 1590 e que ajudou Shakespeare em Como Quiseres. En 1591 viajou ao Brasil e ao estreito de Magalhães, regressando em 1593.